# Droga A320 (Rosja)
Droga federalna A320 (ros. Федеральная автомобильная дорога А320) – rosyjska droga federalna znajdująca się na obszarze obwodu omskiego. Rozpoczyna się w Omsku, skąd biegnie w kierunku południowym do granicy z Kazachstanem, gdzie występuje jako M38. Na całej długości droga biegnie wzdłuż rzeki Irtysz.

## Historia numeracji
W 2010 roku w wyniku reformy sieci drogowej droga otrzymała obecne oznaczenie, zaś poprzednie – M38 – wykorzystywane było równolegle do 31 grudnia 2017.

## Trasy międzynarodowe
Arteria jest częścią trasy europejskiej E127 i azjatyckiej AH60.